# Szofron
A Szofron görög eredetű férfinév, jelentése: okos, megfontolt. Női párja: Szofrónia.

## Gyakorisága
Az 1990-es években szórványos név, a 2000-es években nem szerepel a 100 leggyakoribb férfinév között.

## Névnapok
- március 11.[2]